# Polona Hercog
Polona Hercog, slovenska tenisačica, 20. januar 1991, Maribor. 
Njena najvišja karierna uvrstitev na lestvici WTA med posameznicami je 35-to mesto, med dvojicami pa 56-to mesto. V seriji turnirjev WTA je med posameznicami osvojila 2 turnirja v Båstadu in 2 finala, med dvojicami pa 2 turnirski zmagi in 1 finale. Na turnirjih serije ITF pa je med posameznicami osvojila 10 turnirjev, med dvojicami pa 5 turnirjev.

## Biografija
Prihaja iz Kamnice, Maribor. Stalno prebivališče pa ima v Monte Carlu v Monaku. Kot edinka je bila rojena očetu Vojku (gostincu) in mami Romani (cvetličarki), doma imajo gostilno in cvetličarno.
Njena najljubša podlaga je pesek (leš), najljubši udarec pa forhend. Lopar je prvič držala v roki pri 4 letih ko so jo starši vpisali v bližnjo teniško šolo, kjer je takrat Mima Jaušovec odprla svoj teniški klub. Tukaj je trenirala do svojega 14-ega leta, nakar se je preselila v Italijo, kjer je trenirala leto in pol. Izmed tujih jezikov zelo dobro obvlada Italijanščino in angleščino. Poleg tenisa jo zanima tudi surfanje, nogomet, košarko, deskanje na snegu in motokros. Zadnja leta je sodelovala z renomiranim madžarskim trenerjem po imenu Zoltan Kuharszky. Le ta je sodeloval že s slovitimi teniškimi imeni. V letu 2011 pa je začela sodelovati z novim španskim trenerjem Martinom Vilarjem.

## WTA finali

### Posamično: 6 (3 naslovi, 3 finali)
| Rang turnirja                |
| ---------------------------- |
| Grand Slam (0–0)             |
| Year-End Championships (0–0) |
| WTA Premier Mandatory (0–0)  |
| WTA Premier 5 (0–0)          |
| WTA Premier (0–0)            |
| International (3–3)          |

| Finale po podlagah |
| ------------------ |
| trda (0–0)         |
| trava (0–0)        |
| pesek (2–2)        |
| tepih (0–0)        |

| Izid   | W–L | Datum    | Turnir                         | Rang          | Podlaga | Nasprotnica             | Rezultat      |
| ------ | --- | -------- | ------------------------------ | ------------- | ------- | ----------------------- | ------------- |
| Finale | 0–1 | Feb 2010 | Mexican Open, Acapulco         | International | pesek   | Venus Williams          | 6–2, 2–6, 3–6 |
| Naslov | 1–1 | Jul 2011 | Swedish Open, Bastad           | International | pesek   | Johanna Larsson         | 6–4, 7–5      |
| Finale | 1–2 | Jul 2011 | Palermo International, Italija | International | pesek   | Anabel Medina Garrigues | 3–6, 2–6      |
| Naslov | 2–2 | Jul 2012 | Swedish Open, Bastad, Sweden   | International | pesek   | Mathilde Johansson      | 0–6, 6–4, 7–5 |
| Finale | 2–3 | Apr 2018 | İstanbul Cup, Turčija          | International | pesek   | Pauline Parmentier      | 4–6, 6–3, 3–6 |
| Naslov | 3–3 | Apr 2019 | Ladies Open Lugano, Švica      | International | pesek   | Iga Świątek             | 6–3, 3–6, 6–3 |

### Dvojice: 3 (2 naslova, 1 finale)
| Rang turnirja                          |
| -------------------------------------- |
| Grand Slam (0–0)                       |
| Year-End Championships (0–0)           |
| WTA Premier Mandatory (0–0)            |
| WTA Premier 5 (0–0)                    |
| WTA Premier (0–0)                      |
| Tier III, IV & V / International (2–1) |

| Finale po podlagah |
| ------------------ |
| Hard (1–0)         |
| Grass (0–0)        |
| Clay (1–1)         |
| Carpet (0–0)       |

| Izid   | W–L | Datum    | Turnir                   | Rang          | Podlaga | Partner          | Nasprotnici                        | Rezultat         |
| ------ | --- | -------- | ------------------------ | ------------- | ------- | ---------------- | ---------------------------------- | ---------------- |
| Finale | 0–1 | May 2008 | İstanbul Cup, Turčija    | Tier III      | pesek   | Marina Erakovic  | Jill Craybas Olga Govortsova       | 1–6, 2–6         |
| Naslov | 1–1 | Feb 2010 | Mexican Open, Mexico     | International | pesek   | Barbora Strýcová | Sara Errani Roberta Vinci          | 2–6, 6–1, [10–2] |
| Naslov | 2–1 | Sep 2010 | Korea Open, Južna Koreja | International | beton   | Julia Görges     | Natalie Grandin Vladimíra Uhlířová | 6–3, 6–4         |

## Časovnica

### Posamično
Do turnirja 2021 Transylvania Open.
| Turnir                   | 2007       | 2008       | 2009     | 2010     | 2011     | 2012  | 2013     | 2014     | 2015     | 2016 | 2017 | 2018  | 2019  | 2020 | 2021 | SR         | W–L        | %          |
| ------------------------ | ---------- | ---------- | -------- | -------- | -------- | ----- | -------- | -------- | -------- | ---- | ---- | ----- | ----- | ---- | ---- | ---------- | ---------- | ---------- |
| Grand Slam               |            |            |          |          |          |       |          |          |          |      |      |       |       |      |      |            |            |            |
| Australian Open          | A          | A          | A        | 2R       | 1R       | 1R    | 1R       | 1R       | 2R       | 1R   | A    | 1R    | 1R    | 2R   | 1R   | 0 / 11     | 3–11       | 21%        |
| French Open              | A          | A          | 2R       | 3R       | 2R       | 1R    | Q2       | 2R       | 2R       | 2R   | Q2   | 1R    | 3R    | 2R   | 3R   | 0 / 11     | 12–11      | 52%        |
| Wimbledon                | A          | A          | Q2       | 1R       | 2R       | 1R    | Q2       | 2R       | 1R       | 1R   | 3R   | 1R    | 3R    | NH   | 1R   | 0 / 10     | 6–10       | 38%        |
| US Open                  | A          | Q1         | 1R       | 1R       | 2R       | 1R    | 1R       | 2R       | 2R       | 1R   | Q2   | 1R    | 1R    | A    | 1R   | 0 / 11     | 3–11       | 21%        |
| Zmage–poraz              | 0–0        | 0–0        | 1–2      | 3–4      | 3–4      | 0–4   | 0–2      | 3–4      | 3–4      | 1–4  | 2–1  | 0–4   | 4–4   | 2–2  | 2–4  | 0 / 43     | 24–43      | 36%        |
| Reprezentanca            |            |            |          |          |          |       |          |          |          |      |      |       |       |      |      |            |            |            |
| Olimpijske igre          | NH         | A          | Not Held | Not Held | Not Held | 1R    | Not Held | Not Held | Not Held | 1R   | NH   | NH    | NH    | NH   | A    | 0 / 2      | 0–2        | 0%         |
| WTA 1000                 |            |            |          |          |          |       |          |          |          |      |      |       |       |      |      |            |            |            |
| Dubai / Qatar Open       | NT1        | A          | A        | A        | A        | 1R    | A        | A        | A        | A    | A    | A     | 1R    | 1R   | 1R   | 0 / 4      | 0–4        | 0%         |
| Indian Wells Masters     | A          | A          | A        | 2R       | 1R       | 1R    | A        | A        | 2R       | 1R   | A    | A     | A     | P    | 1R   | 0 / 6      | 2–6        | 25%        |
| Miami Open               | A          | A          | A        | 3R       | 1R       | 2R    | A        | A        | 1R       | Q1   | A    | 1R    | 3R    | P    | A    | 0 / 6      | 4–6        | 40%        |
| Madrid Open              | Not Held   | Not Held   | A        | 1R       | Q1       | 1R    | A        | A        | Q1       | Q1   | A    | Q1    | 1R    | P    | 1R   | 0 / 4      | 0–4        | 0%         |
| Italian Open             | A          | A          | A        | 2R       | 3R       | A     | A        | Q1       | Q1       | Q1   | A    | 1R    | 1R    | 1R   | 1R   | 0 / 6      | 5–6        | 45%        |
| Canadian Open            | A          | A          | A        | A        | 1R       | A     | A        | A        | 3R       | A    | A    | A     | 1R    | P    | Q2   | 0 / 3      | 2–3        | 40%        |
| Cincinnati Masters       | Not Tier I | Not Tier I | A        | A        | 1R       | A     | 2R       | 1R       | Q2       | A    | A    | A     | A     | A    | Q1   | 0 / 3      | 1–3        | 25%        |
| Pan Pacific / Wuhan Open | A          | A          | A        | 1R       | A        | Q1    | 1R       | Q1       | A        | A    | A    | 2R    | 2R    | P    |      | 0 / 4      | 1–4        | 0%         |
| China Open               | Not Tier I | Not Tier I | A        | 2R       | 2R       | 3R    | 3R       | 2R       | A        | A    | A    | 2R    | 3R    | P    |      | 0 / 7      | 10–7       | 59%        |
| Statistika               |            |            |          |          |          |       |          |          |          |      |      |       |       |      |      |            |            |            |
| Število turnirjev        | 1          | 2          | 8        | 24       | 26       | 22    | 10       | 16       | 23       | 17   | 2    | 19    | 22    | 8    | 15   | 215        | 215        | 215        |
| Naslovi                  | 0          | 0          | 0        | 0        | 1        | 1     | 0        | 0        | 0        | 0    | 0    | 0     | 1     | 0    | 0    | 3          | 3          | 3          |
| Finali                   | 0          | 0          | 0        | 1        | 2        | 1     | 0        | 0        | 0        | 0    | 0    | 1     | 1     | 0    | 0    | 6          | 6          | 6          |
| Zmage–porazi skupno      | 0–1        | 0–2        | 6–8      | 22–24    | 27–25    | 14–21 | 9–10     | 12–16    | 19–23    | 6–17 | 2–2  | 15–19 | 19–21 | 6–8  | 4–15 | 3 / 215    | 431–304    | 59%        |
| Zmage %                  | 0%         | 0%         | 43%      | 48%      | 52%      | 40%   | 47%      | 43%      | 45%      | 26%  | 50%  | 44%   | 49%   | 43%  | 21%  | 59%        | 59%        | 59%        |
| Letna lestvica           | 345        | 243        | 71       | 48       | 36       | 80    | 66       | 95       | 71       | 139  | 102  | 82    | 49    | 52   | 136  | $4,271,837 | $4,271,837 | $4,271,837 |